# Cnaphalocrocis bilinealis
Cnaphalocrocis bilinealis is een vlinder uit de familie van de grasmotten (Crambidae). De wetenschappelijke naam van deze soort is voor het eerst voorgesteld als Dolichosticha bilinealis door George Francis Hampson in een publicatie uit 1891. De spanwijdte bedraagt 19 tot 21 millimeter.

## Verspreiding
Deze soort komt voor in Congo-Kinshasa, Zuidelijk China, India, Sri Lanka, Maleisië (Sarawak), Papoea-Nieuw-Guinea en Australië (Queensland).

## Waardplanten
De rups leeft op Oryza sativa (Poaceae).